# لاورنبورگ
لاورنبورگ (به آلمانی: Laurenburg) یک شهر در آلمان است که در Verbandsgemeinde Diez واقع شده‌است. لاورنبورگ ۳۱۱ نفر جمعیت دارد.